# 桜林町
桜林町（さくらばやしちょう）は、青森県弘前市の地名。2017年6月1日現在の人口は229人、世帯数は137世帯。郵便番号は036-8222。

## 地理
- 弘南鉄道大鰐線弘高下駅とその周辺部、沿線の町。北は紙漉町、西は桔梗野、南から東にかけて富士見町、東は富田に接する。

## 歴史

### 沿革
- 1956年（昭和31年）～現在 - 富田の一部から分離、桜林町になる。

### 地名の由来
当地に享和3年ごろに桜林がつくられたことから。

## 施設

### 福祉
- 医療法人鶴豊会グループホームさくらばやし

### 商業
- アイティソフコム

### 交通
- 弘南鉄道大鰐線弘高下駅

## 小・中学校の学区
市立小・中学校に通う場合、学区は以下の通りとなる。
| 町丁   | 番・番地 | 小学校             | 中学校             |
| ------ | -------- | ------------------ | ------------------ |
| 桜林町 | 全域     | 弘前市立大成小学校 | 弘前市立第三中学校 |

## 交通
- 弘南鉄道大鰐線
  - 弘高下駅